# Le Reposoir
Le Reposoir település Franciaországban, Haute-Savoie megyében. Lakosainak száma 559 fő (2022. január 1.). Le Reposoir Le Grand-Bornand, Magland, Marnaz, Mont-Saxonnex, Nancy-sur-Cluses, Sallanches, Scionzier és Glières-Val-de-Borne községekkel határos.

## Népesség
A település népességének változása:
| Lakosok száma | 508  | 509  | 536  | 522  | 528  | 536  | 539  | 553  | 559  |
|               | 2013 | 2015 | 2016 | 2017 | 2018 | 2019 | 2020 | 2021 | 2022 |